# Ironija
Ironija (grč. εἰρωνεία, eironeia = hinjeno ignoriranje) je jezični izraz i figura u kome je pravo značenje riječi ili prikriveno ili suprotno doslovnom značenju izraza, upotrijebljenih riječi.
Ironija je oblik crnog humora (v. humor). Od ironije su jači sarkazam i groteska.

## Primjeri ironije
- Slušatelj treba shvatiti da se ono što se govori ne misli doslovno. Ironija je u dramskom komadu kad je publici očito što slijedi, dok to glumac na sceni očito ne razumije, i ponaša se sasvim suprotno očekivanjima publike. U svakodnevnom govoru ironiju i sarkazam se teško razlikuju. Rijetko će ljudi dati školske primjere sarkazma i ironije. Ali,razlika je u tome da je ironija slično što i sarkazam, samo što je sarkazam uvredljiviji od ironije.

- Osim u govoru, ponekad se spominje i ironija života. (npr. Kad u Ulici Nikole Tesle nestane struje.)

- Ironija u svakodnevnome govoru:

Uf, stvarno odlično igraš nogomet.
Ma, super si odradio posao.
Ljepšu osobu u životu nisam vidio.
Plivaš kao kamen, roniš kao daska.
Voziš kao Schumacher.
I gol i bos i još mu je zima.
Imaš predivne zube boje zlata.
Imaš odličan vid, kao krtica.
- Ironija kao stilsko sredstvo u poeziji:

Na lijepo mjesto zaveo me put! (Antun Gustav Matoš, „1909.”)
- Sarkazam je okrutna, zajedljiva poruga, najčešće u obliku ironije.

Koliko te, Prospere, volim, teško ti saznati nije/Kad želim, da sa zemlje odeš u nebo što prije.
(Ivan Česmički, epigram Prosperu)